# Schweighouse-sur-Moder
Schweighouse-sur-Moder – miejscowość i gmina we Francji, w regionie Grand Est, w departamencie Dolny Ren.
Według danych na rok 1990 gminę zamieszkiwały 4354 osoby, a gęstość zaludnienia wynosiła 439 osób/km² (wśród 903 gmin Alzacji Schweighouse-sur-Moder plasuje się na 55. miejscu pod względem liczby ludności, natomiast pod względem powierzchni na miejscu 251.).